# NGC 4992
NGC 4992 is een spiraalvormig sterrenstelsel in het sterrenbeeld Maagd. Het hemelobject werd op 4 april 1831 ontdekt door de Britse astronoom John Herschel.

## Synoniemen
- UGC 8232
- MCG 2-34-1
- ZWG 72.6
- PGC 45593